# 常盤響
常盤 響（ときわ ひびき、1966年5月17日 - ）は、日本の写真家、グラフィックデザイナー、DJ。マニュアル・オブ・エラーズ・アーティスツ所属。

## 概要
東京都文京区生まれ、川崎市育ち。育英工業高等専門学校グラフィック工学科中退後、セツ・モードセミナーへ。
中学、高専時代には雑誌『ビックリハウス』（パルコ出版）の常連投稿者ビックリハウサーでもあった。GREAT3の片寄明人、犬童一心、大槻ケンヂ、うるまでるびも同じ頃に投稿していたという。ビックリハウス編集部を訪問したことから、高専時代からライター、イラストレーターとしての活動をするようになる。1982年頃から『BOOM』（現代新社）、アイドル雑誌『The SUGAR』（サン出版）、『写真時代 Jr.』（白夜書房）、『週刊プレイボーイ』（集英社）などに寄稿。
また、小学生時代から出入りしていた渋谷の喫茶店「ナイロン100%」の常連であった加藤賢崇、岸野雄一らが結成したバンド「東京タワーズ」のファンクラブ「京浜兄弟社」を1983年に結成。加藤、岸野らも会誌に執筆するようになり、東京タワーズの活動休止後は京浜兄弟社は彼等との共同の活動名義となる。その後、京浜兄弟社の活動拠点はCSV渋谷に移り、テイトウワ、岡崎京子、桜沢エリカ、もりばやしみほ、川勝正幸らと交流。
1984年には、ラウンジ・ミュージック系音楽ユニット「コンスタンス・タワーズ」（後にSpace Ponchに改名）を岸野雄一、松前公高、岡村みどりらと結成して音楽活動を行う。また、1993年には岸野らとともに高円寺に中古レコードショップ「マニュアル・オブ・エラーズ」を開店。「モンド・ミュージック」等を主に扱うカルト・ショップとなり、DJイベント等も開催する。現在は、渋谷のレコードショップ「マニュアル・オブ・エラーズ・ソノタ」海外買付担当。
一方、90年代に入ると、グラフィックデザイナーとしてCDジャケットを中心に活動。
1997年、阿部和重の小説『インディビジュアル・プロジェクション』の装丁用をきっかけに写真を撮り始める。
2004年4月から2006年9月までフジテレビのミニ番組『オナジソラノシタ』（資生堂提供）での写真を担当。
2005年10月から2006年3月までの木曜日、TBSラジオ『初田啓介の激アツ!エキサイトベースボール!』内の「激アツ!お蔵だし!アスリート珍レコード!」コーナーにレギュラー出演。
2005年、山口優、岡田崇、片岡知子らとレコードショップ「マニュアル・オブ・エラーズ ソノタ」を渋谷にオープン。
2011年、福岡県に移住。2013年、LOVE FM『常盤響のニューレコード』を担当。2015年、福岡県糸島市に居住。
現在は、写真家としての活動が中心。

## 主な作品

### 写真集
『Rolexibition』 （リリー・フランキーと共著）
『Sloppy Girls』（新潮社）
『Freedom of Choice』（河出書房新社）
『GirlFriends』（小学館）
『GiRL U WANT』（小学館）
『フシダラな果実』（栗戸理花と共著）
『GirlFriends2』（小学館）
『ニューエロス・鉄板焼』（秀和システム）  『ニューエロス・インベーダー作戦』（秀和システム）

### 書籍
『いつもレコードのことばかり考えている人のために。』（アスキー・メディアワークス）（小西康陽と共著）
『アジアのレコードデザイン集』（DU BOOKS）（馬場正道と共著）